# Hrabia Warwick

## Informacje ogólne

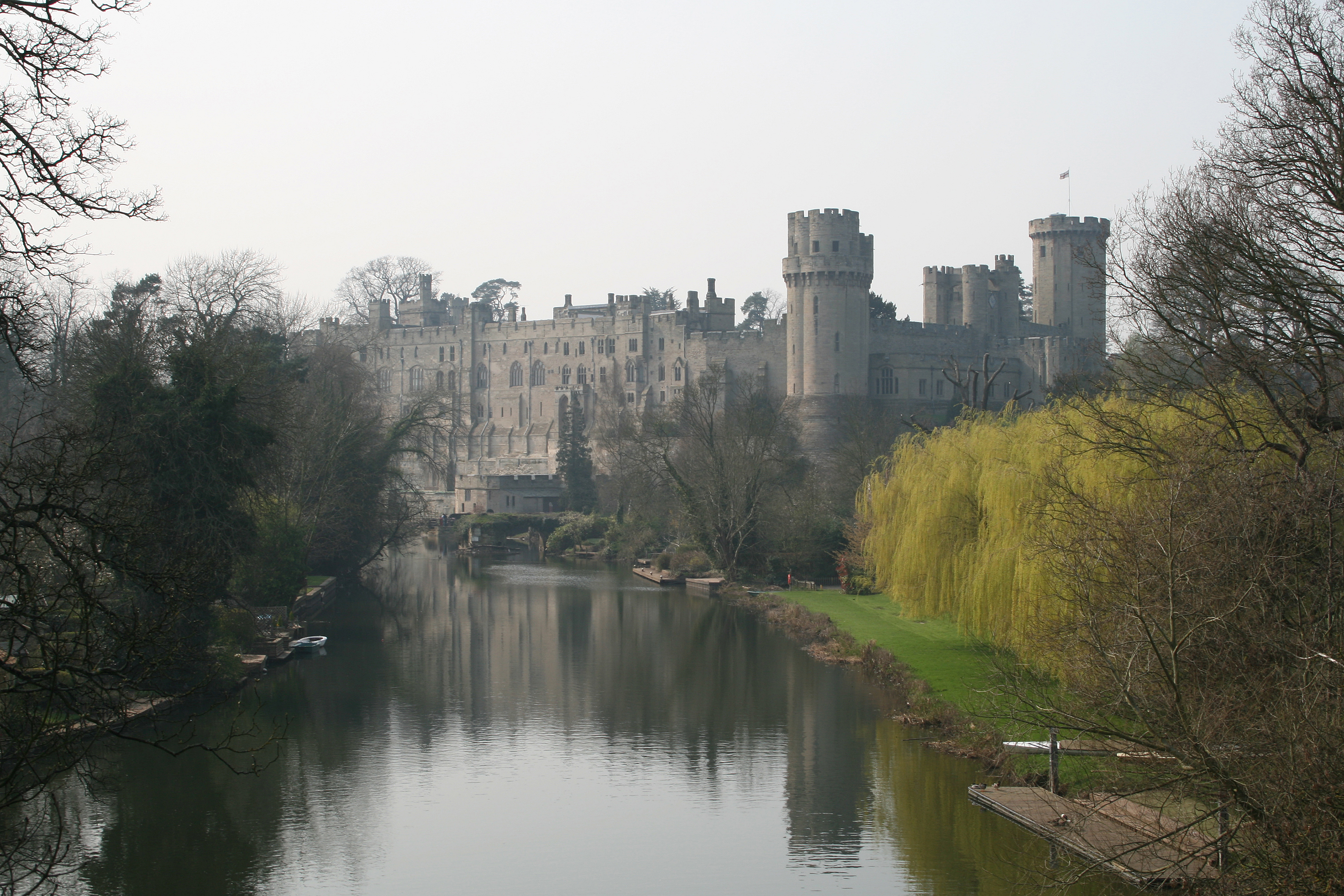
Zamek Warwick (widok od strony rzeki Avon) – posiadłość rodzinna w hrabstwie Warwickshire

- Dodatkowymi tytułami hrabiego Warwick są:
  - hrabia Brooke
  - baron Brooke
- Najstarszy syn hrabiego Warwick nosi tytuł lorda Brooke

Hrabiowie Warwick 1. kreacji (parostwo Anglii)
- 1088–1123: Henry de Beaumont, 1. hrabia Warwick
- 1123–1153: Roger de Beaumont, 2. hrabia Warwick
- 1153–1184: William de Beaumont, 3. hrabia Warwick
- 1184–1204: Waleran de Beaumont, 4. hrabia Warwick
- 1204–1229: Henry de Beaumont, 5. hrabia Warwick
- 1229–1242: Thomas de Beaumont, 6. hrabia Warwick
- 1242–1253: Margaret de Beaumont, 7. hrabina Warwick
  - 1242–1242: John Marshal, 7. hrabia Warwick
  - 1242–1253: John du Plessis, 7. hrabia Warwick
- 1253–1267: William Maudit, 8. hrabia Warwick
- 1267–1298: William de Beauchamp, 9. hrabia Warwick
- 1298–1315: Guy de Beauchamp, 10. hrabia Warwick
- 1315–1369: Thomas de Beauchamp, 11. hrabia Warwick
- 1369–1401: Thomas de Beauchamp, 12. hrabia Warwick
- 1401–1439: Richard de Beauchamp, 13. hrabia Warwick
- 1439–1445: Henry de Beauchamp, 1. książę Warwick i 14. hrabia Warwick
- 1445–1449: Anne de Beauchamp, 15. hrabina Warwick
- 1449–1492: Anne Neville, 16. hrabina Warwick
  - 1449–1471: Richard Neville, 16. hrabia Warwick
- 1492–1499: Edward Plantagenet, 17. hrabia Warwick

Hrabiowie Warwick 2. kreacji (parostwo Anglii)
- Dodatkowy tytuł: wicehrabia Lisle
- 1547–1553: John Dudley, 1. książę Northumberland i 1. hrabia Warwick
- 1553–1554: John Dudley, 2. hrabia Warwick
- 1554–1589: Ambrose Dudley, 3. hrabia Warwick

Baronowie Rich 1. kreacji (parostwo Anglii)
- 1537–1567: Richard Rich, 1. baron Rich
- 1567–1581: Robert Rich, 2. baron Rich
- 1581–1619: Robert Rich, 3. baron Rich

Hrabiowie Warwick 3. kreacji (parostwo Anglii)
- 1618–1619: Robert Rich, 1. hrabia Warwick
- 1619–1658: Robert Rich, 2. hrabia Warwick
- 1658–1659: Robert Rich, 3. hrabia Warwick
- 1659–1673: Charles Rich, 4. hrabia Warwick
- 1673–1675: Robert Rich, 5. hrabia Warwick
- 1675–1701: Edward Rich, 6. hrabia Warwick
- 1701–1721: Edward Henry Rich, 7. hrabia Warwick
- 1721–1759: Edward Rich, 8. hrabia Warwick

Baronowie Brooke 1. kreacji (parostwo Anglii)
- 1621–1628: Fulke Greville, 1. baron Brooke
- 1628–1643: Robert Greville, 2. baron Brooke
- 1643–1658: Francis Greville, 3. baron Brooke
- 1658–1677: Robert Greville, 4. baron Brooke
- 1677–1710: Fulke Greville, 5. baron Brooke
- 1710–1711: Fulke Greville, 6. baron Brooke
- 1711–1727: William Greville, 7. baron Brooke
- 1727–1773: Francis Greville, 8. baron Brooke

Hrabiowie Warwick 4. kreacji (parostwo Wielkiej Brytanii)
- 1759–1773: Francis Greville, 1. hrabia Warwick
- 1773–1816: George Greville, 2. hrabia Warwick
- 1816–1853: Henry Richard Greville, 3. hrabia Warwick
- 1853–1893: George Guy Greville, 4. hrabia Warwick
- 1893–1924: Francis Richard Charles Greville, 5. hrabia Warwick
- 1924–1928: Leopold Guy Francis Maynard Greville, 6. hrabia Warwick
- 1928–1984: Charles Guy Fulke Greville, 7. hrabia Warwick
- 1984–1996: David Robin Francis Guy Greville, 8. hrabia Warwick
- 1996 -: Guy David Greville, 9. hrabia Warwick

Następca 9. hrabiego Warwick: Charles Fulke Chester Greville, lord Brooke